# 謝爾比·羅傑斯
謝爾比·羅傑斯（英語：Shelby Rogers，1992年10月13日—）是美國前职业网球女运动员，2009年轉職業。她的WTA生涯最高單打排名為第30（2022年8月8日）。

### 職業生涯
2016年法國網球公開賽，羅傑斯進入八強，為生涯大滿貫最佳成績。
2020年美國網球公開賽，羅傑斯進入八強，這是她生涯大滿貫第二次打進八強。
2021年美國網球公開賽，羅傑斯擊敗了時任球后巴蒂，進入16強，但在16強負於拉杜卡努。
2024年8月23日，羅傑斯宣布從職業網壇退役，2024年美國公開賽是她的最後一場比賽。 （页面存档备份，存于）

## 外部連結
- 謝爾比·羅傑斯的国际女子网球协会官方資料（英文）
- 謝爾比·羅傑斯的國際網球總會 職業／青少年 官方資料（英文）
- Fed Cup - Player profile - Shelby Rogers (USA)[]